# Rodi Ferreira
Rodi Ferreira (sinh ngày 29 tháng 5 năm 1998) là một cầu thủ bóng đá người Paraguay thi đấu ở vị trí hậu vệ phải Club Atlético Temperley cho mượn từ cho Club Olimpia.